# Đangova osveta
Đangova osveta (engl. Django Unchained) američki je revizionistički vestern film iz 2012. godine režisera i scenariste Kventina Tarantina, dok su producenti filma  Stejsi Šer, Redžinald Hadlin i Pilar Savone.
Naslovnu ulogu tumači Džejmi Foks kao odbegli rob Đango, dok su u ostalim ulogama Kristof Valc, Leonardo Dikaprio, Keri Vošington, Semjuel L. Džekson, Volton Gogins, Denis Kristofer, Džejms Remar, Majkl Parks i Don Džonson. Film je premijerno prikazan 11. decembra 2012. godine u Severnoj Americi.
Radnja filma je smeštena u vreme nedugo pre početka Američkog građanskog rata na dubokom Jugu i starom Zapadu. Film prati oslobođenog roba Đanga koji zajedno sa lovcem na glave dr Kingom Šulcom (Valc) kreće u misiju spašavanja svoje supruge Brumhilde (Vošington) od okrutnog i harizmatičnog vlasnika plantaže Kelvina (Dikaprio).
Film je primio hvalospeve kritičara i nominovan je u pet kategorija za prestižnu filmsku nagradu Oskar uključujući i onu za najbolji film, a dobitnik je nagrade za najboljeg sporednog glumca (Valc) i najbolji originalni scenario (Tarantino). Film je osvojio i dve nagrade Zlatni globus u kategorijama najboljeg sporednog glumca i najboljeg scenarija.
Budžet filma je iznosio 100 miliona dolara, a film je zaradio širom sveta preko 425 miliona dolara, što ga čini Tarantinovom najvećom zaradom.

## Radnja
Početkom 1858. godine u Teksasu, braća Ejs i Diki Spek prevoze grupu okovanih crnih robova, koji idu peške. Među njima je i Đango, koji je prodat i razdvojen od svoje žene Brumhilde Von Šaft, kućne robinje koja zna da priča nemački i engleski jezik. Njih zaustavlja Nemac dr King Šulc, bivši zubar, a sada lovac na glave, koji želi da kupi Đanga zbog njegovog znanja o trojici odmetnika, braći Britl, koji su nadzornici na plantaži Đangovog bivšeg vlasnika i za koje Šulc ima nalog. Kada Ejs uperi pištolj u njega, Šulc ga ubija i upucava Dikijevog konja. Nakon toga, konj pada preko Dikija, prikovavši ga za zemlju. Šulc insistira na plaćanju poštene cene za Đanga, pre nego što ostavi Dikija sada oslobođenim robovima, koji ga ubijaju i prate Zvezdu severnjaču do slobode. Šulc nudi Đangu njegovu slobodu i 75 dolara, u zamenu za pomoć pri pronalaženju braće Britl.
Đango i Šulc ubijaju braću Britl na plantaži Spensera Beneta u Tenesiju. Benet okuplja svoje ljude, kojima Šulc postavlja zasedu, ubijajući ih eksplozivom dok Đango ubija Beneta. Sada dužan Đangu, Šulc ga uzima za svog učenika i odlučuje da mu pomogne da pronađe i spasi Brumhildu. Oni se vraćaju u Teksas, gde Đango sakuplja svoju prvu nagradu, zadržavajući poternicu za uspomenu. On i Šulc pronalaze nekoliko traženih odmetnika pre proleća i skupljaju nagrade za njih, nakon čega odlaze u Misisipi i tamo saznaju da je Brumhildin novi vlasnik Kelvin Kendi, šarmantni ali surovi vlasnik plantaže Kendilend, gde tera robove na rvanje do smrti u brutalnim „Mandingo” borbama.
Šulc i Đango smišljaju plan. Znaju da ako pokušaju da kupe Brumhildu, Kelvin će podići njenu cenu izvan dosega, pa će oni umesto toga ponuditi 12.000 dolara za jednog od njegovih najboljih boraca kao izgovor, kako bi nabavili Brumhildu po nominalnoj vrednosti. Oni kasnije mogu da se pretvaraju da su odustali od kupovine borca i odu samo sa Brumhildom. Oni upoznaju Kelvina u njegovom klubu za gospodu i daju mu ponudu. Zainteresovan, Kelvin ih poziva na plantažu Kendilend.
Na putu do tamo, grupa se susreće sa Kelvinovim tragačima za robovima koji su saterali u ćošak D’Artanjana, odbeglog i povređenog Mandingo borca. Kelvin naređuje svom čoveku da nahuška pse na D’Artanjana, koji ga ujedaju do smrti. Ispričavši Brumhildi njihov plan, Šulc nudi da je kupi kao svoju pratnju, dok pregovara o početnom dogovoru tokom večere. Kelvinov kućni rob Stiven shvata da Brumhilda poznaje Đanga, razaznaje njihov plan i obaveštava Kelvina. Kelvin izmenjuje njihov dogovor pod puškom, tako da će Brumhilda biti kupljena za 12.000 dolara, umesto borca. Šulc nevoljno pristaje. Privodeći kraju prodaju, Kelvin preti da će ubiti Brumhildu ukoliko se Šulc ne rukuje sa njim kako bi zapečatio dogovor, ali ga Šulc međutim ubija. Kelvinov telohranitelj ubija Šulca, a Đango se razbešnjava, ubijajući telohranitelja, advokata i neke od Kelvinovih čuvara, ali primoran je da se preda kada Stiven uzme Brumhildu kao taoca.
Sledećeg jutra, Đanga muče i spremaju se da ga kastriraju, kada dolazi Stiven koji zaustavlja mučenje i govori da je Kelvinova sestra Lara preuzela upravljanje plantažom i da će Đango biti prodat rudniku u kome će raditi do smrti. Na putu tamo, Đango koristi svoju prvu poternicu da bi dokazao ljudima u pratnji da je lovac na glave. On tvrdi da su ljudi sa poternice u Kendilendu i obećava svakom iz pratnje po 500 dolara nagradnog novca. Oslobođen, Đango ubija svoju pratnju i vraća se u Kendilend sa torbom dinamita. Uzimajući papire o Brumhildinoj slobodi sa Šulcovog leša, Đango sveti njega i D’Artanjana, ubijajući tragače za robovima i oslobađajući Brumhildu, baš kada su se ljudi vratili sa Kelvinove sahrane. U vili, Đango ubija Laru i ostale pristalice, oslobađajući dve preostale kućne robinje i upucava Stivena u koleno, nakon čega pali dinamit koji je postavio po celoj vili. Đango i Brumhilda gledaju iz daljine kako vila eksplodira, nakon čega odjašu zajedno.

## Uloge
| Glumac             | Uloga              |
| ------------------ | ------------------ |
| Džejmi Foks        | Đango Frimen       |
| Kristof Valc       | dr King Šulc       |
| Leonardo Dikaprio  | Kelvin Kendi       |
| Keri Vošington     | Brumhilda Von Šaft |
| Semjuel L. Džekson | Stiven Voren       |
| Volton Gogins      | Bili Kreš          |
| Don Džonson        | Spenser Benet      |
| Don Straud         | šerif Bil Šarp     |

## Spoljašnje veze
- Zvanični veb-sajt
- Django Unchained na sajtu  (jezik: engleski)
- Django Unchained na sajtu  (jezik: engleski)
- Django Unchained na sajtu  (jezik: engleski)